# Frisi
I Frisi (lat. Frisii) erano uno dei numerosi popoli germanici che abitavano nelle terre prossime alla costa del Mare del Nord, tra i fiumi Rhenus (odierno Reno) e Amisia (odierno Ems); linguisticamente appartenevano al ramo germanico occidentale.

## Storia
I Frisi erano un'antica popolazione germanica che nel I secolo era insediata sulla costa del Mare del Nord, fra la Schelda e il Weser, negli attuali Paesi Bassi e Germania. In particolare, andando da ovest ad est: sulla costa settentrionale olandese, nel nord-ovest della Bassa Sassonia, nella striscia costiera tedesca fino al confine con la Danimarca e sulle Isole Frisone. Lo storico romano Tacito nel suo libro Germania menziona i Frisii come una delle popolazioni "Ingvaeones" (germani del Mare del Nord, in giallo nella cartina) che confinavano a sud con le popolazioni degli Angrivari e Camavi, ad est con i Cauci. I Frisii erano chiamati maggiori (maiores) e minori (minores), a secondo della loro potenza.
Durante l'impero di Augusto, nel corso delle campagne militari di Druso maggiore, i Frisi decisero "spontaneamente" di essere annessi all'Impero Romano. Nel corso della prima campagna del 12 a.C., Druso, che aveva già programmato un'invasione della Germania insieme ad Augusto (16-13 a.C.), per prima cosa respinse un'invasione di Sigambri e dei loro alleati Tencteri e Usipeti, che avevano mosso contro le genti galliche di confine della Gallia Comata. Penetrò all'interno del territorio germano, passando per l'isola dei Batavi (probabili alleati di Roma) e devastò le terre di Usipeti e Sigambri. Dopo aver disceso con una flotta il Reno in direzione del Mare del Nord (grazie anche alla costruzione di un canale artificiale, la fossa Drusi), si rese alleati i Frisi e penetrò nel territorio dei Cauci, fino oltre l'Amisia (l'attuale Ems, dove potrebbe aver costituito un avamposto per l'attracco):
(Cassio Dione, LIV, 32.2-3.)
Dopo la sconfitta romana nella selva di Teutoburgo del 9, Tiberio, venne inviato in Germania. L'erede designato alla porpora imperiale poté constatare la gravità della disfatta di Varo e delle sue conseguenze, che impedivano di progettare una nuova riconquista delle terre che andavano fino all'Elba. Adottò, dunque, una condotta particolarmente prudente, prendendo ogni decisione assieme al consiglio di guerra ed evitando di far ricorso, per la trasmissione di messaggi, a uomini del luogo come interpreti; sceglieva allo stesso modo con cura i luoghi in cui erigere gli accampamenti, in modo tale da fugare qualsiasi pericolo di rimanere vittima di una nuova imboscata; mantenne, infine, tra i legionari una disciplina ferrea, punendo in modo estremamente rigoroso tutti coloro che trasgredivano i suoi rigidi ordini. In questo modo poté ottenere numerose vittorie e confermare il confine lungo il fiume Reno, mantenendo fedeli a Roma i popoli germanici, tra cui Batavi, Frisi e Cauci, che abitavano quei luoghi. Non si doveva, infatti, permettere al nemico germanico di prendere coraggio e di invadere i territori della Gallia e magari dell'Italia stessa, mettendo a rischio non solo una provincia ma la stessa salvezza di Roma. Tiberio, passato il Reno (probabilmente solo fino al fiume Weser), condusse tre lunghe campagne in territorio germanico (dal 10 al 12) anche via mare (i Frisi rimasero infatti fedeli ai Romani fino al 28), accompagnato dal figlio adottivo Germanico Giulio Cesare.
Nell'anno 28 è segnalata una rivolta tra i Frisi (tributari dei Romani fin dalla prima campagna del 12 a.C. di Druso), soffocata nel sangue dalle truppe romane accorse dalla vicina provincia della Germania inferiore. Anche in quell'occasione fu coinvolta la flotta romana. Si racconta che, vent'anni più tardi (nel 47), una rivolta tra la popolazione germanica dei Cauci, che aveva portato ad attività di pirateria marittima lungo le coste della Gallia settentrionale, diede il via ad una rapida campagna militare, da parte di Gneo Domizio Corbulone, il quale sottomise tale popolo grazie anche all'aiuto della flotta. L'avanzata romana alla fine fu fermata sul nascere, dopo i primi successi avvenuti contro le popolazioni di Frisi e Cauci, che si erano ribellati all'autorità di Roma.
Nel 69, in piena guerra civile, una coalizione di tribù germaniche – i Batavi, i Canninefati e i Frisi – si erano uniti alla rivolta di Giulio Civile, mentre Treveri, Lingoni, Vangioni, Tribochi, Ubii e altre popolazioni sottraevano in Gallia vasti territori al dominio romano. Fu l'armata di Petilio Ceriale a schiacciare quest'ultima rivolta, senza bisogno dell'intervento di Domiziano che, sperando di dimostrare le sue capacità di cesare, dall'Italia aveva superato le Alpi insieme con Muciano.
All'inizio del 288 Massimiano incaricò il proprio prefetto del pretorio, Flavio Costanzo (Costanzo Cloro), di condurre una campagna contro gli alleati franchi di Carausio, i quali controllavano gli estuari del Reno, impedendo attacchi via mare a Carausio. Costanzo si mosse verso nord attraverso il loro territorio, causando panico, e raggiunse il Mare del Nord. I Franchi chiesero la pace e con l'accordo conseguente Massimiano rimise al potere il deposto re franco Gennobaude. Quest'ultimo divenne il vassallo di Massimiano e, con i capi tribali franchi che giurarono lealtà a Gennobaude, i Romani si assicurarono il dominio della regione. Massimiano permise che Frisi, Franchi Sali, Camavi e altre tribù si insediassero in una striscia di territorio romano, o tra i fiumi Reno e Waal e da Noviomagus (Nimega, Paesi Bassi) a Traiectum (Utrecht, Paesi Bassi) o nei pressi di Treviri. Queste tribù, cui fu permesso di insediarsi in cambio del riconoscimento del dominio romano, da una parte fornivano una fonte immediatamente disponibile per l'arruolamento di truppe, dall'altra impedivano lo stanziamento nella regione delle popolazioni franche, formando una sorta di cuscinetto lungo la frontiera e permettendo a Massimiano di ridurre le guarnigioni impegnate.
Nel V secolo i Frisi si diedero con i Sassoni alla pirateria nel Mare del Nord fino alle coste britanniche.